# De meest recente biografieën van Chinese hoogwaardigheidsbekleders
De meest recente biografieën van Chinese hoogwaardigheidsbekleders (Chinees: 最新支那要人傳, Japans: 最新支那要人伝) is een verzameling biografieën van prominente personen in de Republiek China, tijdens de Tweede Chinees-Japanse Oorlog samengesteld in Japan door Asahi Shimbun. Het naslagwerk, gepubliceerd op 2 februari 1941, verwijst naar 343 toenmalige hoogwaardigheidsbekleders in de Kwomintang en de Nationalistische regering, de Communistische Partij van China, het pro-Japanse Wang Jingwei-regime en Mengjiang, en individuele politici en beroemdheden.
Een digitalisering van het naslagwerk is te vinden op de website van de bibliotheek van het Japanse parlement. Hieronder volgt de volledige lijst met biografieën.

## Biografieën
| №  | Foto | Naam (Chinees) | Naam (romanisatie) |
| -- | ---- | -------------- | ------------------ |
| 1  |      | 阿勒坦鄂齊爾   | Alataneqier        |
| 2  |      | 殷汝耕         | Yin Rugeng         |
| 3  |      | 殷同           | Yin Tong           |
| 4  |      | 于學忠         | Yu Xuezhong        |
| 5  |      | 于品卿         | Yu Pinqing         |
| 6  |      | 于右任         | Yu Youren          |
| 7  |      | 烏古廷         | Wu Guting          |
| 8  |      | 衛立煌         | Wei Lihuang        |
| 9  |      | 袁禮敦         | Yuan Ludeng        |
| 10 |      | 閻錫山         | Yan Xishan         |
| 11 |      | 王揖唐         | Wang Yitang        |
| 12 |      | 王蔭泰         | Wang Yintai        |
| 13 |      | 王永泉         | Wang Yongquan      |
| 14 |      | 王家楨         | Wang Jiazhen       |
| 15 |      | 王景岐         | Wang Jingqi        |
| 16 |      | 王曉籟         | Wang Xiaolai       |
| 17 |      | 王克敏         | Wang Kemin         |
| 18 |      | 王纘緒         | Wang Zuanxu        |
| 19 |      | 王修           | Wang Xiu           |
| 20 |      | 王樹翰         | Wang Shuhan        |
| 21 |      | 王樹常         | Wang Shuchang      |
| 22 |      | 王世杰         | Wang Shijie        |
| 23 |      | 王正廷         | Wang Zhengting     |
| 24 |      | 王靖國         | Wang Jingguo       |
| 25 |      | 王造時         | Wang Zaoshi        |

| №  | Foto | Naam (Chinees) | Naam (romanisatie) |
| -- | ---- | -------------- | ------------------ |
| 26 |      | 王大楨         | Wang Dazhen        |
| 27 |      | 王寵惠         | Wang Chonghui      |
| 28 |      | 王伯群         | Wang Boqun         |
| 29 |      | 王陸一         | Wang Luyi          |
| 30 |      | 汪時璟         | Wang Shijing       |
| 31 |      | 汪精衛         | Wang Zhaoming      |
| 32 |      | 汪祖澤         | Wang Zuze          |
| 33 |      | 汪道源         | Wang Daoyuan       |
| 34 |      | 翁照垣         | Weng Zhaoyuan      |
| 35 |      | 翁文灝         | Weng Wenhao        |
| 36 |      | 歐大慶         | Ou Daqing          |
| 37 |      | 恩克巴圖       | Enkebatu           |
| 38 |      | 温世珍         | Wen Shizhen        |
| 39 |      | 溫宗堯         | Wen Zongyao        |
| 40 |      | 何應欽         | He Yingqin         |
| 41 |      | 何鍵           | He Jian            |
| 42 |      | 何香凝         | He Xiangning       |
| 43 |      | 何成濬         | He Chengjun        |
| 44 |      | 何素璞         | He Supu            |
| 45 |      | 何庭流         | He Tingliu         |
| 46 |      | 何東           | He Dong            |
| 47 |      | 何佩瑢         | He Peirong         |
| 48 |      | 何廉           | He Lian            |
| 49 |      | 夏奇峰         | Xia Qifeng         |
| 50 |      | 夏恭           | Xia Gong           |

| №  | Foto | Naam (Chinees) | Naam (romanisatie) |
| -- | ---- | -------------- | ------------------ |
| 51 |      | 夏肅初         | Xia Suchu          |
| 52 |      | 夏晋麟         | Xia Jinlin         |
| 53 |      | 贾士毅         | Jia Shiyi          |
| 54 |      | 賀國光         | He Guoguang        |
| 55 |      | 贺耀组         | He Yaozu           |
| 56 |      | 郭衛民         | Guo Weimin         |
| 57 |      | 郭泰祺         | Guo Taiqi          |
| 58 |      | 郭沫若         | Guo Moruo          |
| 59 |      | 郭爾卓爾札普   | Guoerzhuoerzhapu   |
| 60 |      | 岳開先         | Yue Kaixian        |
| 61 |      | 甘介侯         | Gan Jiehou         |
| 62 |      | 甘乃光         | Gan Naiguang       |
| 63 |      | 關麟徴         | Guan Linzheng      |
| 64 |      | 顔惠慶         | Yan Huiqing        |
| 65 |      | 魏道明         | Wei Daoming        |
| 66 |      | 居正           | Ju Zheng           |
| 67 |      | 許繼祥         | Xu Jixiang         |
| 68 |      | 許修直         | Xu Xiuzhi          |
| 69 |      | 許少榮         | Xu Shaorong        |
| 70 |      | 許崇灝         | Xu Chonghao        |
| 71 |      | 許崇清         | Xu Chongqing       |
| 72 |      | 許崇智         | Xu Chongzhi        |
| 73 |      | 許世英         | Xu Shiying         |
| 74 |      | 金永昌         | Jin Yongchang      |
| 75 |      | 金馥生         | Jin Fusheng        |

| №   | Foto | Naam (Chinees) | Naam (romanisatie) |
| --- | ---- | -------------- | ------------------ |
| 76  |      | 金問泗         | Jin Wensi          |
| 77  |      | 虞和德         | Yu Hede            |
| 78  |      | 嚴家熾         | Yan Jiachi         |
| 79  |      | 胡適           | Hu Shih            |
| 80  |      | 胡文虎         | Hu Wenhu           |
| 81  |      | 胡霖           | Hu Lin             |
| 82  |      | 顧維鈞         | Gu Weijun          |
| 83  |      | 顧祝同         | Gu Zhutong         |
| 84  |      | 顧孟餘         | Gu Mengyu          |
| 85  |      | 吳鶴齡         | Wu Heling          |
| 86  |      | 吳敬恆         | Wu Jingheng        |
| 87  |      | 吳思豫         | Wu Siyu            |
| 88  |      | 吳忠信         | Wu Zhongxin        |
| 89  |      | 吳鼎昌         | Wu Dingchang       |
| 90  |      | 吳鐵城         | Wu Tiecheng        |
| 91  |      | 孔祥熙         | Kong Xiangxi       |
| 92  |      | 江亢虎         | Jiang Kanghu       |
| 93  |      | 江朝宗         | Jiang Chaozong     |
| 94  |      | 香翰屏         | Xiang Hanping      |
| 95  |      | 高一涵         | Gao Yihan          |
| 96  |      | 高冠吾         | Gao Guanwu         |
| 97  |      | 高宗武         | Gao Zongwu         |
| 98  |      | 黃炎培         | Huang Yanpei       |
| 99  |      | 黃季陸         | Huang Jilu         |
| 100 |      | 黃琪翔         | Huang Qixiang      |

| №   | Foto | Naam (Chinees) | Naam (romanisatie) |
| --- | ---- | -------------- | ------------------ |
| 101 |      | 黄旭初         | Huang Xuchu        |
| 102 |      | 項英           | Xiang Ying         |
| 103 |      | 谷鐘秀         | Gu Zhongxiu        |
| 104 |      | 谷正綱         | Gu Zhenggang       |
| 105 |      | 谷正鼎         | Ku Cheng-ting      |
| 106 |      | 谷正倫         | Ku Cheng-lun       |
| 107 |      | 蔡廷鍇         | Cai Tingkai        |
| 108 |      | 蔡培           | Cai Pei            |
| 109 |      | 施肇基         | Alfred Sao-ke Sze  |
| 110 |      | 謝冠生         | Xie Guansheng      |
| 111 |      | 朱家骅         | Zhu Jiahua         |
| 112 |      | 朱桂山         | Zhu Guishan        |
| 113 |      | 朱經農         | Zhu Jingnong       |
| 114 |      | 朱紹良         | Zhu Shaoliang      |
| 115 |      | 朱深           | Zhu Shen           |
| 116 |      | 朱霽青         | Zhu Jiqing         |
| 117 |      | 朱德           | Zhu De             |
| 118 |      | 朱樸           | Zhu Pu             |
| 119 |      | 朱履龢         | Zhu Lühe           |
| 120 |      | 周恩來         | Zhou Enlai         |
| 121 |      | 周化人         | Zhou Huaren        |
| 122 |      | 周家彥         | Zhou Jiayan        |
| 123 |      | 周啟剛         | Zhou Qigang        |
| 124 |      | 周鯁生         | Zhou Gengsheng     |
| 125 |      | 周作人         | Zhou Zuoren        |

| №   | Foto | Naam (Chinees) | Naam (romanisatie) |
| --- | ---- | -------------- | ------------------ |
| 126 |      | 周作民         | Zhou Zuomin        |
| 127 |      | 周震麟         | Zhou Zhenlin       |
| 128 |      | 周佛海         | Zhou Fohai         |
| 129 |      | 周隆庠         | Zhou Longxiang     |
| 130 |      | 諸青來         | Zhu Qinglai        |
| 131 |      | 徐永昌         | Xu Yongchang       |
| 132 |      | 徐謙           | Xu Qian            |
| 133 |      | 徐源泉         | Xu Yuanquan        |
| 134 |      | 徐淑希         | Xu Shuxi           |
| 135 |      | 徐謨           | Xu Mo              |
| 136 |      | 徐良           | Xu Liang           |
| 137 |      | 邵力子         | Shao Lizi          |
| 138 |      | 松津旺楚克     | Songjin Wangchuke  |
| 139 |      | 商震           | Shang Zhen         |
| 140 |      | 章士釗         | Zhang Shizhao      |
| 141 |      | 章乃器         | Zhang Naiqi        |
| 142 |      | 焦易堂         | Jiao Yitang        |
| 143 |      | 蔣介石         | Chiang Kai-shek    |
| 144 |      | 蒋作賓         | Jiang Zuobin       |
| 145 |      | 蔣廷黻         | Jiang Tingfu       |
| 146 |      | 蔣鼎文         | Jiang Dingwen      |
| 147 |      | 蔣夢麟         | Jiang Menglin      |
| 148 |      | 蕭吉珊         | Xiao Jishan        |
| 149 |      | 蕭同茲         | Xiao Tongzi        |
| 150 |      | 聶其杰         | Nie Qijie          |

| №   | Foto | Naam (Chinees) | Naam (romanisatie) |
| --- | ---- | -------------- | ------------------ |
| 151 |      | 植子卿         | Zhi Ziqing         |
| 152 |      | 岑德廣         | Cen Deguang        |
| 153 |      | 秦汾           | Qin Fen            |
| 154 |      | 鄒韜奮         | Zou Taofen         |
| 155 |      | 鄒琳           | Zou Lin            |
| 156 |      | 鄒魯           | Zou Lu             |
| 157 |      | 成仿吾         | Cheng Fangwu       |
| 158 |      | 齊燮元         | Qi Xieyuan         |
| 159 |      | 石星川         | Shi Xingchuang     |
| 160 |      | 石友三         | Shi Yousan         |
| 161 |      | 薛岳           | Xue Yue            |
| 162 |      | 錢永銘         | Qian Yongming      |
| 163 |      | 錢大鈞         | Qian Dajun         |
| 164 |      | 蘇體仁         | Su Tiren           |
| 165 |      | 宋靄齡         | Song Ailing        |
| 166 |      | 宋慶齡         | Song Qingling      |
| 167 |      | 宋子文         | Song Ziwen         |
| 168 |      | 宋子良         | Song Ziliang       |
| 169 |      | 宋美齡         | Song Meiling       |
| 170 |      | 曹浩森         | Cao Haosen         |
| 171 |      | 曹若山         | Cao Ruoshan        |
| 172 |      | 曹汝霖         | Cao Rulin          |
| 173 |      | 曾擴情         | Zeng Kuoqing       |
| 174 |      | 曾養甫         | Zeng Yangfu        |
| 175 |      | 孫科           | Sun Ke             |

| №   | Foto | Naam (Chinees) | Naam (romanisatie) |
| --- | ---- | -------------- | ------------------ |
| 176 |      | 孫連仲         | Sun Lianzhong      |
| 177 |      | 太虛           | Taixu              |
| 178 |      | 戴英夫         | Dai Yingfu         |
| 179 |      | 戴傳賢         | Dai Chuanxian      |
| 180 |      | 卓特巴札普     | Zhuo Shihai        |
| 181 |      | 達賴喇嘛       | 14e dalai lama     |
| 182 |      | 覃振           | Qin Zhen           |
| 183 |      | 鈕永建         | Niu Yongjian       |
| 184 |      | 褚民誼         | Chu Minyi          |
| 185 |      | 刁作謙         | Diao Zuoqian       |
| 186 |      | 刁敏謙         | Diao Minqian       |
| 187 |      | 張維翰         | Zhang Weihan       |
| 188 |      | 張蔭梧         | Zhang Yinwu        |
| 189 |      | 張英華         | Zhang Yinghua      |
| 190 |      | 張嘉璈         | Zhang Jia'ao       |
| 191 |      | 張嘉森         | Zhang Junmai       |
| 192 |      | 張學良         | Zhang Xueliang     |
| 193 |      | 張群           | Zhang Qun          |
| 194 |      | 張繼           | Zhang Ji Minguo    |
| 195 |      | 張國燾         | Zhang Guotao       |
| 196 |      | 張熾章         | Zhang Jiluan       |
| 197 |      | 張治中         | Zhang Zhizhong     |
| 198 |      | 張人傑         | Zhang Jingjiang    |
| 199 |      | 張仁蠡         | Zhang Renli        |
| 200 |      | 張東蓀         | Zhang Dongsun      |

| №   | Foto | Naam (Chinees) | Naam (romanisatie) |
| --- | ---- | -------------- | ------------------ |
| 201 |      | 張道藩         | Zhang Daofan       |
| 202 |      | 張發奎         | Zhang Fakui        |
| 203 |      | 趙毓松         | Zhao Yusong        |
| 204 |      | 趙祺           | Zhao Qi            |
| 205 |      | 趙正平         | Zhao Zhengping     |
| 206 |      | 趙戴文         | Zhao Daiwen        |
| 207 |      | 趙丕廉         | Zhao Pilian        |
| 208 |      | 沈鈞儒         | Shen Junru         |
| 209 |      | 沈覲鼎         | Shen Jinding       |
| 210 |      | 沈鴻烈         | Shen Honglie       |
| 211 |      | 沈士遠         | Shen Shiyuan       |
| 212 |      | 沈嗣良         | Shen Siliang       |
| 213 |      | 陳介           | Chen Jie           |
| 214 |      | 陳其采         | Chen Qicai         |
| 215 |      | 陳儀           | Chen Yi            |
| 216 |      | 陳玉銘         | Chen Yuming        |
| 217 |      | 陳果夫         | Chen Guofu         |
| 218 |      | 陳群           | Chen Qun           |
| 219 |      | 陳公博         | Chen Gongbo        |
| 220 |      | 陳光甫         | Chen Guangfu       |
| 221 |      | 陳濟棠         | Chen Jitang        |
| 222 |      | 陳樹人         | Chen Shuren        |
| 223 |      | 陳紹寬         | Chen Shaokuan      |
| 224 |      | 陳誠           | Chen Cheng         |
| 225 |      | 陳中孚         | Chen Zhongfu       |

| №   | Foto | Naam (Chinees) | Naam (romanisatie) |
| --- | ---- | -------------- | ------------------ |
| 226 |      | 陳調元         | Chen Diaoyuan      |
| 227 |      | 陳獨秀         | Chen Duxiu         |
| 228 |      | 陳布雷         | Chen Bulei         |
| 229 |      | 陳孚木         | Chen Fumu          |
| 230 |      | 陳銘枢         | Chen Mingshu       |
| 231 |      | 陳友仁         | Chen Youren        |
| 232 |      | 陳立夫         | Chen Lifu          |
| 233 |      | 陳廉仲         | Chen Lianzhong     |
| 234 |      | 丁惟汾         | Ding Weifen        |
| 235 |      | 丁其昌         | Ding Qichang       |
| 236 |      | 丁默邨         | Ding Mocun         |
| 237 |      | 丁玲           | Ding Ling          |
| 238 |      | 程潛           | Cheng Qian         |
| 239 |      | 程天放         | Cheng Tianfang     |
| 240 |      | 鄭毓秀         | Zheng Yuxiu        |
| 241 |      | 杜運宇         | Du Yunyu           |
| 242 |      | 杜月笙         | Du Yuesheng        |
| 243 |      | 唐仰杜         | Tang Yangshe       |
| 244 |      | 唐生智         | Tang Shengzhi      |
| 245 |      | 陶希聖         | Tao Xisheng        |
| 246 |      | 陶克陶         | Tao Ketao          |
| 247 |      | 陶履謙         | Tao Luqian         |
| 248 |      | 湯恩伯         | Tang Enbo          |
| 249 |      | 湯爾和         | Tang Erhe          |
| 250 |      | 湯澄波         | Tang Chengbo       |

| №   | Foto | Naam (Chinees) | Naam (romanisatie) |
| --- | ---- | -------------- | ------------------ |
| 251 |      | 湯良禮         | Tang Liangli       |
| 252 |      | 董顯光         | Dong Xianguang     |
| 253 |      | 董康           | Dong Kang          |
| 254 |      | 鄧穎超         | Deng Yingchao      |
| 255 |      | 鄧錫侯         | Deng Xihou         |
| 256 |      | 德王           | De Wang            |
| 257 |      | 任援道         | Ren Yuandao        |
| 258 |      | 巴薩爾         | Basaer             |
| 259 |      | 馬寅初         | Ma Yinchu          |
| 260 |      | 馬永魁         | Ma Yongkui         |
| 261 |      | 馬君武         | Ma Junwu           |
| 262 |      | 馬鴻逵         | Ma Hongkui         |
| 263 |      | 馬仲英         | Ma Zhongying       |
| 264 |      | 馬超俊         | Ma Chaojun         |
| 265 |      | 馬良           | Ma Liang           |
| 266 |      | 馬麟           | Ma Lin             |
| 267 |      | 白雲梯         | Bai Yunti          |
| 268 |      | 白崇禧         | Bai Chongxi        |
| 269 |      | 柏文蔚         | Bai Wenwei         |
| 270 |      | 莫德惠         | Mo Dehui           |
| 271 |      | 潘毓桂         | Pan Yugui          |
| 272 |      | 潘芸閣         | Pan Yunge          |
| 273 |      | 潘雲超         | Pan Yunchao        |
| 274 |      | 潘公展         | Pan Gongzhan       |
| 275 |      | 馮玉祥         | Feng Yuxiang       |

| №   | Foto | Naam (Chinees) | Naam (romanisatie) |
| --- | ---- | -------------- | ------------------ |
| 276 |      | 馮節           | Feng Jie           |
| 277 |      | 繆斌           | Miao Bin           |
| 278 |      | 富双英         | Fu Shuangying      |
| 279 |      | 傅作義         | Fu Zuoyi           |
| 280 |      | 傅式說         | Fu Shiyue          |
| 281 |      | 傅宗耀         | Fu Xiaoan          |
| 282 |      | 補英達賴       | Puyingdalai        |
| 283 |      | 方宗鰲         | Fang Zong'ao       |
| 284 |      | 彭學沛         | Peng Xuepei        |
| 285 |      | 彭東原         | Peng Dongyuan      |
| 286 |      | 彭德懷         | Peng Dehuai        |
| 287 |      | 鮑文樾         | Bao Wenyue         |
| 288 |      | 茅盾           | Mao Dun            |
| 289 |      | 穆湘玥         | Mu Xiangyue        |
| 290 |      | 毛澤東         | Mao Zedong         |
| 291 |      | 俞鴻鈞         | Yu Hongjun         |
| 292 |      | 俞飛鵬         | Yu Feipeng         |
| 293 |      | 熊式輝         | Xiong Shihui       |
| 294 |      | 余漢謀         | Yu Hanmou          |
| 295 |      | 余晉龢         | Yu Jinhe           |
| 296 |      | 姚作賓         | Yao Zuobin         |
| 297 |      | 葉恭綽         | Ye Gongchuo        |
| 298 |      | 葉劍英         | Ye Jianying        |
| 299 |      | 葉楚傖         | Ye Chucang         |
| 300 |      | 葉挺           | Ye Ting            |

| №   | Foto | Naam (Chinees) | Naam (romanisatie) |
| --- | ---- | -------------- | ------------------ |
| 301 |      | 葉蓬           | Ye Feng            |
| 302 |      | 楊杰           | Yang Jie           |
| 303 |      | 楊虎           | Yang Hu            |
| 304 |      | 楊虎城         | Yang Hucheng       |
| 305 |      | 楊庶堪         | Yang Shukan        |
| 306 |      | 楊森           | Yang Sen           |
| 307 |      | 羅文幹         | Luo Wengan         |
| 308 |      | 雷壽榮         | Lei Shourong       |
| 309 |      | 李煜瀛         | Li Shizeng         |
| 310 |      | 李漢魂         | Li Hanhun          |
| 311 |      | 李錦綸         | Li Jinlun          |
| 312 |      | 李根源         | Li Genyuan         |
| 313 |      | 李濟深         | Li Jishen          |
| 314 |      | 李士群         | Li Shiqun          |
| 315 |      | 李思賢         | Li Sixian          |
| 316 |      | 李守信         | Li Shouxin         |
| 317 |      | 李聖五         | Li Shengwu         |
| 318 |      | 李祖虞         | Li Zuyu            |
| 319 |      | 李宗仁         | Li Zongren         |
| 320 |      | 李道軒         | Li Daoxuan         |
| 321 |      | 李品仙         | Li Pinxian         |
| 322 |      | 李銘           | Li Ming            |
| 323 |      | 李烈鈞         | Li Liejun          |
| 324 |      | 劉郁芬         | Liu Yufen          |
| 325 |      | 劉紀文         | Liu Jiwen          |

| №   | Foto | Naam (Chinees) | Naam (romanisatie) |
| --- | ---- | -------------- | ------------------ |
| 326 |      | 劉峙           | Liu Zhi            |
| 327 |      | 劉尚清         | Liu Shangqing      |
| 328 |      | 劉瑞恆         | Liu Ruiheng        |
| 329 |      | 劉文輝         | Liu Wenhui         |
| 330 |      | 劉文島         | Liu Wendao         |
| 331 |      | 龍雲           | Long Yun           |
| 332 |      | 梁寒操         | Liang Hancao       |
| 333 |      | 梁鴻志         | Liang Hongzhi      |
| 334 |      | 梁漱溟         | Liang Shuming      |
| 335 |      | 林語堂         | Lin Yutang         |
| 336 |      | 林汝珩         | Lin Ruheng         |
| 337 |      | 林森           | Lin Sen            |
| 338 |      | 林祖涵         | Lin Boqu           |
| 339 |      | 林柏生         | Lin Bosheng        |
| 340 |      | 林彪           | Lin Biao           |
| 341 |      | 盧鏡如         | Lu Jingru          |
| 342 |      | 盧用川         | Lu Yongchuan       |
| 343 |      | 鹿鍾麟         | Lu Zhonglin        |